# Мішен-Найман
Міше́н-Найма́н (крим. Mişen Nayman, з 1945 по 2023 рік — Совє́тське) — село Джанкойського району Автономної Республіки Крим. Населення становить 373 особи. Орган місцевого самоврядування — Кіндратівська сільська рада. Розташоване на півдні району.

## Географія
Мішен-Найман — село на південному сході району, в степовому Криму, біля кордону з Красногвардійським районом, висота над рівнем моря — 29 м.
Найближчі села: Житомирське за 2 км на південний схід, Майське за 3 км на північний схід, Польове за 3,2 км на північ і Рубинівка — за 3,5 км на захід. Відстань до райцентру — близько 23 кілометрів на північний захід, найближча залізнична станція — Відрадна — близько 17 км.

## Історія
Перша документальна згадка села зустрічається в Камеральному Описі Криму … 1784 року, судячи з якого, в останній період Кримського ханства Найман входив в Насивський кадилик Карасубазар ького каймакамства. Після анексії Криму Російською імперією (8) 19 квітня 1783 року , на території колишнього Кримського Ханства була утворена Таврійська область і село була приписане до Перекопського повіту .
В «Списку населених місць Таврійської губернії за відомостями 1864 року», складеному за результатами VIII ревізії 1864 року, Найман (або Мішен-Найман, крим. Mişen Nayman) — власницьке татарське село, з 6 дворами, 20 жителями і мечеттю при колодязях. Згідно «Пам'ятної книги Таврійської губернії за 1867 рік», село Найман було залишене мешканцями в 1860—1864 роках, в результаті еміграції кримських татар, особливо масової після Кримської війни 1853—1856 років, в Туреччину та залишалося в руїнах.
У 1870 році німцями-лютеранами на її місці, на 2029 десятинах землі, була заснована колонія Гохгейм. Після найвищого затвердження Правила про влаштування поселян-власників (колишніх колоністів) …  4 червня 1871 року була утворена німецька Ейгенфельдська волость, в яку включили Гохгейм.
Після радянської окупації, за постановою Кримревкома від 8 січня 1921 року № 206 «Про зміну адміністративних кордонів» була скасована волосна система і в складі Джанкойського повіту був створений Джанкойський район. У 1922 році повіти перетворили в округу. Згідно Списку населених пунктів Кримської АРСР за Всесоюзним переписом від 17 грудня 1926 року, в селі Найман значилося 38 дворів, з них 28 селянських, населення становило 209 осіб, з них 187 німців, 10 українців, 8 росіян, 3 єврея, 1 вірменин, діяла німецька школа. До 1931 року неселення склало 202 людини, був організований колгосп «Гігант». Після утворення в 1935 році німецького національного Тельманського району село, з населенням 217 осіб, разом з сільрадою, включили до його складу. На 1940 рік Найман вже був центром однойменної сільради.
Незабаром після початку радянсько-німецької війни, 18 серпня 1941 року німці з села були виселені, спочатку в Ставропольський край, а потім в Сибір і північний Казахстан.
Указом Президії Верховної Ради Російської РФСР від 21 серпня 1945 року Найман був перейменований в Совєтське. 1 січня 1965 року, указом Президії Верховної Ради УРСР «Про внесення змін до адміністративного районування УРСР — по Кримській області», Совєтське знову включили в Джанкойський район. З 1978 року в складі Кіндратівської сільради.
Село було внесено до переліку населених пунктів, які потрібно перейменувати згідно із законом «Про засудження комуністичного та націонал-соціалістичного (нацистського) тоталітарних режимів в Україні та заборону пропаганди їхньої символіки». 12 травня 2016 року постановою Верховної Ради України № 1352-VIII зазначено, що Совєтському буде повернуто історичну назву Мішен-Найман. Постанова набрала чинності 7 вересня 2023 року.